# Колело
 Тази статия е за механичния елемент.  За транспортното средство вижте Велосипед.  
Колелото е въртящ се около ос механичен елемент с формата на кръг, изграден от плътен материал като диск или от отделни конструктивни елементи, които се въртят около ос. Тоест колелата на автомобила се закрепват към ос, така че да може да се въртят около нея. 
В действителност, колелото намира широко приложение в различни области на техниката, освен автомобилната и на велосипедите индустрия, също преди и в компютърните системи, като колело на мишка, макар тези днес да са заменени с оптични мишки. 
Все пак обичаен пример за употребата на колела са повечето транспортни средства, при които движещото се при неговото завъртане и търкаляне колело се използва за придвижване, а намаляването на триенето между транспортното средство и повърхността на пътя, по който се движи транспортното средтво се регулира чрез допълнителни автомобилми системи и кострукции.

## История
Повечето изследователи смятат колелото за едно от най-старите и най-важните изобретения в историята на човечеството, които днес са приложими в технологиите. Най-стари сведения за използване на колело са от Месопотамия през 5 хилядолетие пр.н.е. – първоначално като грънчарско колело. Предполага се, че например в Египет, преди да използват колелото, в областта на транспорта са използвали цилиндрични дървени трупи, поставяни под товара за по-лесното му преместване. Според някои историци, за най-старо изображение на устройство, наподобяващо колесно транспортно средство, може да се смята това върху Броноцицкото гърне, открито в днешна Полша и датирано към средата на 4 хилядолетие пр.н.е.
Колелото се разпространява в Близкия изток и Европа през 4 хилядолетие пр.н.е. и достига до Индия през 3 хилядолетие пр.н.е. През 2 хилядолетие пр.н.е. колесниците с олекотени колела с дървени спици (напр. виж днeшни каруци) предизвикват революция във военното дело в Близкия изток. Около 1200 година пр.н.е. те вече се използват и в Древен Китай, което свидетелства за разпространението на колелото и в Азия по това време, а според някои изследователи дори в началото на хилядолетието.
Известни са особено гръцките, римските и египетски колесници, които символизират императорската мощ и слава. С римски колесници са провеждани и надбягвания и гладиаторски боеве, като зрелища. При древните траки може да се види как са погребвали колесници заедно с владетелите си. 
Така колелото като средство за постигане на много по-бързо и лесно придвижване на пътници и техните багажи в сравнение с керваните, благодарение на изобретението на колелото, става символ и средство на войната в древността, но също така и символ на императорския и владетелски успех и високото положение в обществото.
Колелото за нетранспортни нужди постепенно прониква от Египет и във вътрешността на Африка. През ранната Античност, например в Нубия, са използвани грънчарски колела, както и водни колела за изпомпване на вода, вероятно задвижвани от волове. Но също така, известно е че нубийците използват и теглени от коне колесници, внасяни от Египет.
Въпреки няколко хилядолетното използване на колелото в Европа, Азия и Африка, също от коренното население на Субсахарска Африка, Австралия и Америка и чак до колониализацията на Америка от европейците не се е познавало и ползвало в транспортни средства с колела от местните индиански племена. Това е свързано с факта, че основните преимущества на колелото се реализират след опитомяването на коня. Все пак конят като животно отсъства от някои части на света. При олмеките и някои други групи са открити подобни на колела предмети от средата на 2 хилядолетие пр.н.е., но това вероятно са детски играчки.
Разпространението на колелото в Древността и по-голямата част от свята става няколко хилядолетия след появата на земеделието. То се отнася към късния неолит, период, от който водят началото си и други технически нововъведения в навечерието на бронзовата епоха. Употребата на  древни транспортни средства с колела все пак е широко забавена и от отсъствието на подходящи пътища за тях каквито има развити предимно в Древен Рим. Така в местности без приспособен път и такива с много препятствия пренасянето на продукти от хора и животни дълго време остава с предпочитаният начин на транспорт като кервани. В някои райони липсата на пътища е пречка за колесния транспорт дори през 20 век.
Първите колела са прости дървени дискове с отвор за оста в средата. Колелата със спици са изобретени по-късно и дават възможност за конструирането на по-леки и бързи превозни средства. Най-ранните известни примери за такива колела са от Андроновската култура в началото на 2 хилядолетие пр.н.е. Малко по-късно конните култури в района на Кавказ започват да използват теглени от коне колесници с колела със спици. През 1 хилядолетие пр.н.е. келтите започват да поставят желязна шина по ръба на колелото. Този вид колело остава най-широко използваният до края на 19 век, когато са изобретени пневматичните гумени колела.

## Механика
Въртенето на колелото около ос значително намалява енергията, с която трябва да се осъществи преместването на един товар.
При преместване на даден товар като се използва плъзгане, тъй като силата на триене е значителна и е насочена в посока обратна на посоката на преместване, а  силата на теглото на премествания обект почти пропорционално увеличава силата на триене, което в резултат изисква големи усилия за преодоляване на тези две физични съставки, които са противодействащи на преместването. Въртенето на колелото около ос значително намалява енергията, която е необходима тъй като трябва да се осъществи преместването на товара, поради големите различия при силите, действащи при плъзгане и търкаляне (въртене). Това налага колелото като основен механизъм в редица области от техниката, а работата върху усъвършенстването му продължава.

## Геометрия
Геометрията на колелото се основава на геометрията на окръжността. Параметрите на окръжността и колелото са:
- Диаметър на окръжността (d). Съответно диаметърът на колелото може да е определящ фактор за  неговия габарит и за неговия максимален габарит. Това е важен геометричен показател, не само по отношение на заемания обем, но и когато при свързването с други колела в един механизъм определя предавателното отношение на движението.
- Радиус (r). Това е параметър определящ разстоянието от центъра на окръжността до коя да е точка от нея, което определя неговата ос. Математически връзката между диаметър и радиус се изразява с D=2r.
- Периметър (p). Това е разстоянието, което преминава колелото в една равнинна плоскост за един оборот при въртене. За едно колело на превозно средство, пътят изминат от превозното средство се определя от диаметъра на колелото, съответния периметър на колелото и броя на оборотите. Математическото изражение на тази зависимости е

{\displaystyle {p}=\pi \cdot {D}}
По-общата математическа зависимост е:
{\displaystyle \Delta s=\theta \cdot r}, където:
- {\displaystyle \Delta s} – изминатия път (разстояние);
- {\displaystyle \theta } – ъгъл на завъртане на колелото в радиани (или кратен брой завъртания по {\displaystyle {p}=\pi \cdot {D}});
- r – радиус на колелото.

### Кръгово движение
Задачата за праволинейното равномерно движение е еквивалентна на задачата за въртенето. Променливите: разстояние, скорост и ускорение са еквивалентни на променливите: ъгъл, ъглова скорост и ъглово ускорение. Трите са свързани:
- Ъгъл на завъртане: {\displaystyle \theta ={\frac {\Delta s}{r}}}
- Ъглова скорост: {\displaystyle \omega ={\frac {v}{r}}}
- Ъглово ускорение: {\displaystyle \alpha ={\frac {a}{r}}}

Като обобщим трите се вижда:
- От лявата страна са ъгловите еквиваленти (ъгъл, ъглова скорост, ъглово ускорение)
- От дясната страна са линейните еквиваленти (разстояние, линейна скорост, линейно ускорение) разделени на радиуса r

Трите съотношения се извеждат от геометрията на колелото, където дължината на дъгата на окръжността зависи от ъгъла на завъртане {\displaystyle \theta } в радиани, умножен по радиуса на окръжността, при което при един оборот на колелото то преминава разстояние, равно на периметъра си, което съответно отговаря на ъгъл на завъртане 2π в радиани. Ускорението, което е предизвикано от изменението на посоката на скоростта, може да се намери като се отбележи, че скоростта прави пълно изменение на направлението за време T, за което обекта прави един оборот. Тогава векторът на скоростта преминава път с дължина 2πv на всеки T секунди:
- {\displaystyle a_{c}\,={\frac {2\pi v}{T}}=\omega ^{2}\ r\ =\omega \cdot v,}

Където:
- ac – ускорение (винаги е насочено към центъра на колелото)
- {\displaystyle \omega } – Ъглова скорост на колелото
- r – радиус на окръжността, където се намира разглежданата точка.

При движението си върху равна повърхност всяка точка от външната му периферия описва циклоида.

## Конструкция
Независимо от разнообразието на приложението си, колелата имат сходна конструкция. Основни елементи са:

### Главина
Главината е центъра на колелото и обикновено съдържа лагера и там се събират спиците. Там се намира и оста.
Има и вариант на колелото, който може да бъде изпълнен без главина. Това колело е известно като безцентрово ({{lan|en|Hubless wheel}) или задвижвано по периферията. Понякога главината е почти толкова голяма, колкото е колелото.

### Спици
Спицата е радиално разположен механичен елемент в колело, което свързва главината му с кръглата конструкция на колелото (наплат, капла, метална профилна шина за монтиране на гума, водно колело и др.). Създаването на колела със спици прави конструкцията на колелото много по-лека. Различават се два вида спици – работещи на радиален натиск и работещи на опън.

### Венец
Това е външната кръгова част на колелото или джантата (на автомобилното колело) (английски: flange), наплати и метални шини при дървените колела, или металния профил върху който се монтира гумата на транспортните средства. При друг вид колела като водното, зъбното, Виенското и други, се прави конструкция в зависимост от предназначението им.

### Гума
Гумата е пръстеновидно покритие на джантата, което я защитава и подобрява всестранно движението на транспортните средства чрез омекотяване на окачването, абсорбиране на ударите и вибрациите, като в същото време осигурява постоянен контакт с пътя. Основните материали, използвани за производството на гуми, са синтетичен каучук, естествен каучук, тъкани и телове за укрепване, както и други добавки. Състоят се от триеща повърхност и тяло. Триещата повърхност осигурява сцеплението на колелото, а тялото поддръжката на гумата. Преди изобретяването на каучука първите версии са обикновени метални шини около дървените колела, които предотвратяват износването им. Днес основната част от гумите са пневматични надуваеми структури с формата на поничка и с тел и корда, вградени в каучука. Пневматичните гуми се използват в много транспортни средства като автомобили, велосипеди, камиони, самолети и други. Параметрите на гумите, както и качеството на изработка са основен фактор за надеждността на движение на превозното средство като движение при сняг, дъжд, лоши пътища, високи скорости, както и за намаляване на риска при аквапланинг, рязко спиране и други.

## Видове колела
- Дървено колело. Изработва се изцяло от дърво или с дървени елементи-главина, спици, наплати и метална шина. То е характерно за каруците и колите задвижвани от животински впряг, както и за транспортните средства, създавани през XIX и първите десетина години на XX век.

- Автомобилно колело. Започнало с познатото дървено колело, то се развива основно в няколко сродни конструкции – като колело с или без главина, но с възможност да се монтира на главината на автомобилните мостове, с дървени спици, със спици от стоманена тел, със спици отливани едновременно с цялата конструкция на колелото или изработено от плътен материал. Автомобилното колело се нарича още джанта и в развитието си върху джантата отначало е поставян плътен гумен бандаж, а по-късно пневматична автомобилна гума. С подобна конструкция са и колелата на други транспортни средства – ремаркета, трактори, самолети, селскостопанска техника, с тази разлика, че за много големите габарити на колелото са разработени специални разглобяеми джанти.

- Мотоциклетно и велосипедно колело. Характерно е изпълнението му с капла, главина, спици от стоманена тел (или отливка при модерните съвременни мотоциклети) и метален профил за монтаж на гумата.

- Кормилно колело. Това е колелото, с което се управляват автомобили (наричано още волан или кормило), кораби и лодки (наричано още рул), първите модели самолети и дирижабли.

- Зъбно колело. Това е колело с нарязани зъби по периферията си със специален профил за предаване на въртящ момент на друго зъбно колело, като задвижваща част от някакъв механизъм. Има и така наречени верижни зъбни колела, които се задвижват от верига (както при велосипедите) и зъбно-ремъчни колела, при които задвижването се осъществява чрез зъбен ремък, както е реализирана ангренажната предавка за задвижване на разпределителния вал при съвременните автомобили. Зъбните колела са основна част в механичните часовници както и в много машини за механична обработка и монтаж.

- Водно колело. С този термин се означава колело задвижвано от водна сила. Използва се привеждане в движение на мелници, тепавици, маломощни електрически генератори. Като двигател силно вече е ограничено използването му. Това понятие се използва и при задвижването на лодки (чрез човешка мускулна сила и повече приличащи на воден велосипед, при задвижването на речни кораби с малко газене в плитки речни води.

- Железопътно колело. Конструкцията му се отличава от другите колела. Построени са изцяло от метал и са плътни основно за товарни вагони или със спици и противотежести (за локомотиви и мотриси). Монтирани са по двойка на една обща ос, наричана още колоос. Две или три колоси се монтират на шаси наричано талига.

- Виенско колело. Това е голямо съоръжение, притежаващо трите характерни основни елементи на колелото в конструкцията си. Монтира се и се използва в увеселителни паркове.

- Маховик. Това е колело със значителна маса в периферията си, което монтирано към двигател или механизъм от някаква машинна конструкция, намалява неравномерността при въртене и чрез съхранената кинетична енергия преодолява кратковременни натоварвания.

- Колелото на живота няма материален еквивалент. В преносен смисъл този термин се използва, като свойство за нещо, което се движи. Известно е изографисаното от Захари Зограф „Колело на живота“ – този вечен кръговрат, това вечно повтаряемо „движение“ – раждане, възмъжаване, смърт.

- Огнено колело (немски Feuerrad) е обичай, традиционен за някои райони на Швейцария, Австрия и Германия по време на карнавали или религиозни празници. По този начин се прогонва зимата и измолва плодородие. Предполага се, че е остатък от езически празници от миналото. Прави се голяма конструкция на колело пълно със слама, след което то се пали и спуска от високо.

- Фолкъркското колело представлява модерно съоръжение, което свързва два плавателни канала, намиращи се на различни височини.

Колелото позволява плавателни лодки да се прехвърлят между двете нива.
- wheel spider или паяк колело е паяк от Южна Африка (Carparachne aureoflava)..[10] Паякът избягва преследването от паразитиращите оси, които го преследват, като се свива подобно на колело и се спуска по дюните със скорост 44 оборота за секунда, постигайки скорост от 1 метър за секунда.[11][12]

## Двигателно колело
Двигателното колело представлява агрегат, в който са обединени колелото и вградените в него задвижващ двигател (обикновено електродвигател), силова предавка и спирачна система. Първият подобен автомобил е разработеният от Фердинанд Порше автомобил Lohner-Porsche, както и по-късно разработеният през 1920 година мотоциклет Megola, при който се използва ротационен двигател с вътрешно горене.
Тези колела намират все по-голямо приложение в новите електрически превозни средства, като на първо място това са електрически велосипеди, различни прототипи на електроавтомобили, както и градски автобуси 

## Колелото като акумулатор на енергия
Устройствата за съхранение на енергия чрез използване на маховик функционират по следния начин: даден ротор (колело с голяма маса) и с голям инерционен момент се развърта и ускорява до много висока скорост от външен енергиен източник и в него се запасява дадено количество кинетична енергия, която след отстраняването на външния източник може да се отдаде обратно. Запасената кинетична енергия може да се използва чрез забавяне на ротора например от [електрически генератор] свързан към ротора и поддържащ даден товар.
Енергията запасена в ротора е пропорционална на инерциония момент на последния и на квадрата на скоростта на въртене:
{\displaystyle E_{k}={\frac {1}{2}}\cdot I\cdot \omega ^{2}}
където
{\displaystyle \omega } е ъгловата скорост, и
{\displaystyle I} е инерционния момент на масите спрямо оста на въртене.
Маховикът е машинен елемент, служещ за намаляване неравномерността при въртене и един от най-ранните акумулатори на енергия. Принципът му на действие се състои в съхраняване на необходимата кинетична енергия през работния процес. Например, при двигател с вътрешно горене това е енергията, необходима за въртене на коляновия вал при подготвителните тактове. Маховикът осигурява възможността на двигателя да преодолява кратковременни претоварвания, както и неравномерността от наличието на само един работен (задвижващ) такт при четиритактовия двигател.
Маховикът представлява масивен чугунен диск със значително удебеляване в периферията (венеца). При двигателите с вътрешно горене, върху периферията му е запресован зъбен венец за въртене на коляновия вал от пусков двигател (стартер, пусков мотор).
В съвременни условия се разработват модерни механични устройства за възстановяване на механичната кинетична енергия на моторните превозни средства (KERS). За направата на по-усъвършенствани маховици се използват влакна от карбон, при които първите могат да се въртят със скорости от 20 000 до 100 000 об./мин. във вакуум. В този случай е необходимо използването на магнитни лагери, тъй като при нормалните лагери триенето е правопропорционално на скоростта на въртене и при такива скорости, много енергия ще бъде загубена от триене. Реално подобни устройства са използвани във Формула 1. Предимството им е, че могат бързо да се развъртят до високи обороти и бързо да отдадат тази енергия обратно.
През 1955 година в Швейцария започва използването на автобуси задвижвани от маховици, наричани още жиробуси. Започва изследване за направата на по-малки, по-леки и по-евтини системи и с по-голям енергиен капацитет. Тези автобуси не успяват да се наложат, но реално се експлоатират тролейбуси, които използват като допълнителен агрегат за придвижване на кратки разстояния подобни устройства. Има данни, че някои от тези тролейбуси са попаднали в България.
Жироскопът е симетрично твърдо тяло, най-често диск (колело), който се върти с голяма ъглова скорост около оста си на симетрия. Основното му свойство е, че оста му се стреми да запази първоначалното си направление в пространството. Поради това се използва най-често за навигация в плавателни съдове и в авиацията за стабилизиране и поддържане на курса чрез така наречения жироскопичен компас.

## Спорт
Гимнастика на колело (немски: Rhönradturnen) е вид гимнастика, която първоначално е развита в Германия.
Гимнастиката на колело се изпълнява на голямо колело, известно като Rhönrad, гимнастическо колело, или Немско колело. Състои се от две колелета с диаметър от 130 до 245 cm паралелно едно към друго и свързани с 6 напречни щанги. Тежат между 40 и 60 kg. Първият международен турнир е проведен през 1930 година. От 1995 година се провеждат световни шампионати по този спорт.

## Космически разработки
Колонизацията на Космоса е футуристично предстояща колонизация и концепцията за нея е концепция за живот на хората извън пределите на Земята. Това е и основна тема във футурологията, но в същото време е и очаквана дългосрочна перспектива на множество национални програми за овладяване на Космоса. Крайната цел чрез създаването на големи космически кораби, които могат да достигнат до други планети, е населяването на тези отдалечени планети. Една такава футуристична идея е построяването на огромен пръстен, подобен на гигантско колело в космоса, по подобие на пръстена на Сатурн, при въртенето на което да се създава изкуствен вид гравитация в резултат на центробежните сили и целта е да пресъздадат всички нормални условия на живот при участието много хора в тази космическа Одисея. Там може да се създаде напълно балансирана екосистема, която да осигурява кислород, храна и приятна околна среда.

## Други значения

### В религията
Култът към колелото
В Индия, тъй като е огромен континент, който граничи с Азия, и особено при навлизането на англичаните на континента колелото започва да се почита и религиозно в допълнение към другите индийски митологични и религиозни символики, като култ към елемент от традиционните дървени индийски коли и в същото време символ на социално преимущество на англичаните. Индия също познава и мореплаването като другият вид прочит на будиските символики за кормило.
- В индуизма, джайнизма, будизма колелото има голямо символично значение като духовна метафора. На санскрит колело се нарича чакра и има смисъл и на енергийни точки на тялото.[14] Чакрите, в хиндуизма, в будизма, в йога, както и в някои езотерични учения се означават предполагаемите енергийни центрове между физичното тяло и тънкото тяло на човека. Те са свързани с енергийните канали. От общо 88 хиляди чакри в тялото на човека според някои учения седем са принципно важни и се наричат главни чакри.

- Дармачакра (санскрит: धर्मचक्र; пали: даммачакра; тибетски: འཀོར་ལོ། (chos kyi 'khor lo)), букв. „Колелото на Дхарма“ или „Колелото на закона“ е символ, представящ дхарма, което е учението на пътя към просветление на Буда, водещ началото си от ранния период на индийския будизъм. Подобен символ е също използван и в джайнизма.

### В телевизията
- Някои телевизионни игри използват така наречено „колело на късмета“, което служи за въвеждане на елемент на случайност в тях. Такива са например българското предаване „Аз обичам България“ и съветското и руско предаване Поле чудес, която е аналог на американското Wheel of Fortune

## Във вексилологията и хералдиката
Виж статиите за вексилология и хералдика
Колелото е важна фигура във флага и емблемата на съвременна Индия. В този случай то символизира закона (дхарма). Колелото е поставено на знамето на циганите, като символизира чергарския им живот и индийските им корени. То присъства на емблемата на Монголия, като в този случай се свързва с будизма. На знамената на Ангола, Виетнам, Буркина Фасо през 1984 – 1997 години и Италия са включени зъбно колело или част от него.

- Знамето на Ангола
- Знамето на Индия
- Знамето на циганите
- Гербът на Ангола
- Гербът на Виетнам
- Гербът на Буркина Фасо (1984 – 1997)
- Гербът на Монголия
- Гербът на Индия
- Гербът на Италия

## В литературата
- През 1971 година Артър Хейли издава романа Колела.
- Писателят Йордан Йовков в разказа Песента на колелетата, който дава името на сборника разкази от 1927 година, описва майстора на каруци Сали Яшар, който настройва „... звуковете, които щеше да издава тая каруца, песента, която щяха да пеят колелетата ѝ“.

## Интересни факти
- През 2001 година австралиецът Джон Кео, за да докаже несъвършенството на австралийския закон за патентно право патентова „кръгло устройство, използвано за транспортиране на товари“. За това постижение, той и австралийската патентна служба получават антинобеловата награда за технология през 2001 година.